# بندر دولاب
بندر دولاب یکی از روستاهای ساحلی جزیره قشم در استان هرمزگان و مرکز دهستان دولاب است. علت نام این روستا را محتمل به دلیل وجود چاه‌های آب شیرین در این منطقه در زمان گذشته می‌دانند که آب آن را با دولاب (به گویش محلی: دلو یا دولو) به سطح زمین انتقال می‌دانند. امروزه نیز از این روش برای تأمین آب بخش‌هایی از جزیره قشم استفاده می‌کنند.

## جمعیت
جمعیت بندر دولاب ۱٬۲۸۱ نفر است که شامل ۳۰۵ خانوار، ۶۳۳ نفر مرد و ۶۴۸ نفر زن می‌باشد. این روستا تا سال ۱۳۷۷ شامل دو محله سرریگ و مخ شمال بوده که در این سال محله سرریگ، به روستای سرریگ (قشم) مستقل گردید.

## موقعیت جغرافیایی
این روستا در ۱۰۰ کیلومتری شهر قشم واقع شده و از شرق به روستای سرریگ (قشم) و از غرب به روستای تم گس از شمال به خلیج فارس و از جنوب به گنبد نمکی نمکدان منتهی می‌گردد.

## تحصیلات
بندر دولاب یکی از روستاهای دارای بیشترین تعداد باسواد و تحصیل‌کردگان دانشگاهی به نسبت در جزیره قشم است. این روستا با در مجاورت قرار گرفتن روستای سرریگ مشترکاً دارای بیش از ۱۰۰ نفر معلم، تعداد زیادی فارغ‌التحصیل دانشگاهی با مدرک کارشناسی، کارشناسی ارشد و دکترا است.
در بندر دولاب مدارس دخترانه و پسرانه در تمام مقاطع دبستان، راهنمایی، دبیرستان و پیش دانشگاهی وجود دارد.

## مشاغل
شغل اکثر مردم بندر دولاب فرهنگی، لنج‌سازی، صیادی، جاشوی لنج باری است، و تعداد زیادی نیز مغازه‌دار هستند. در کل اکثر درآمد مردم از دریا تأمین می‌شود و بزرگ‌ترین کارگاه لنج‌سازی قشم به نام شناورسازی فایبرگلاس آزاد در مجاورت این بندر قرار دارد.
این روستا دارای حدود ۵۰ فروند لنج و شناور فایبرگلاس صیادی و باری و ده‌ها قایق کوچک به عنوان اصلی‌ترین شغل اهالی بوده که با قرار گرفتن در مجاورت روستای سرریگ با داشتن صدها شناور سبک و متوسط یکی از بزرگترین تجمع‌های شناور در جزیره قشم را داشته اما دارای اسکله نیست.

## نگارخانه

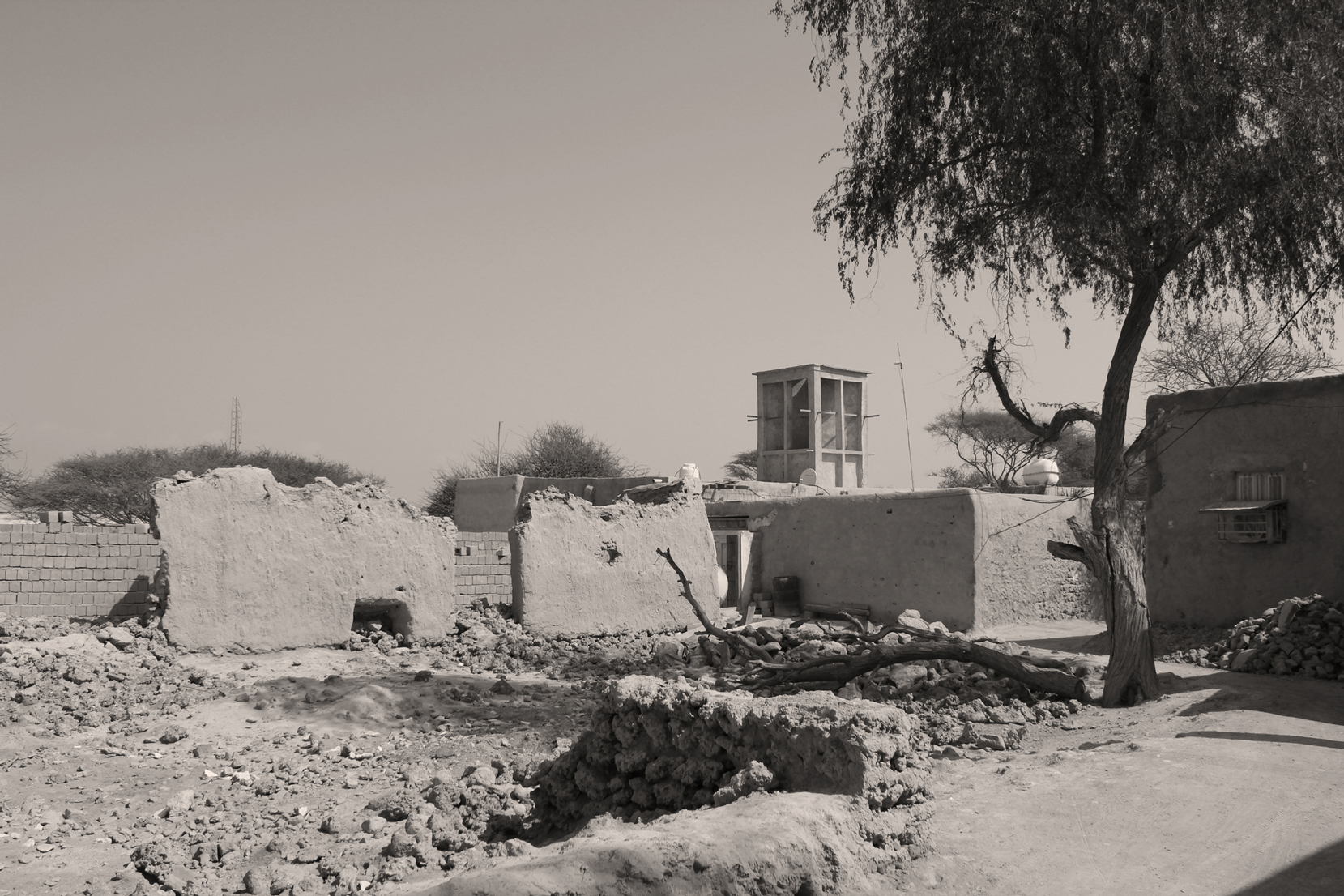
بافت قدیمی دولاب
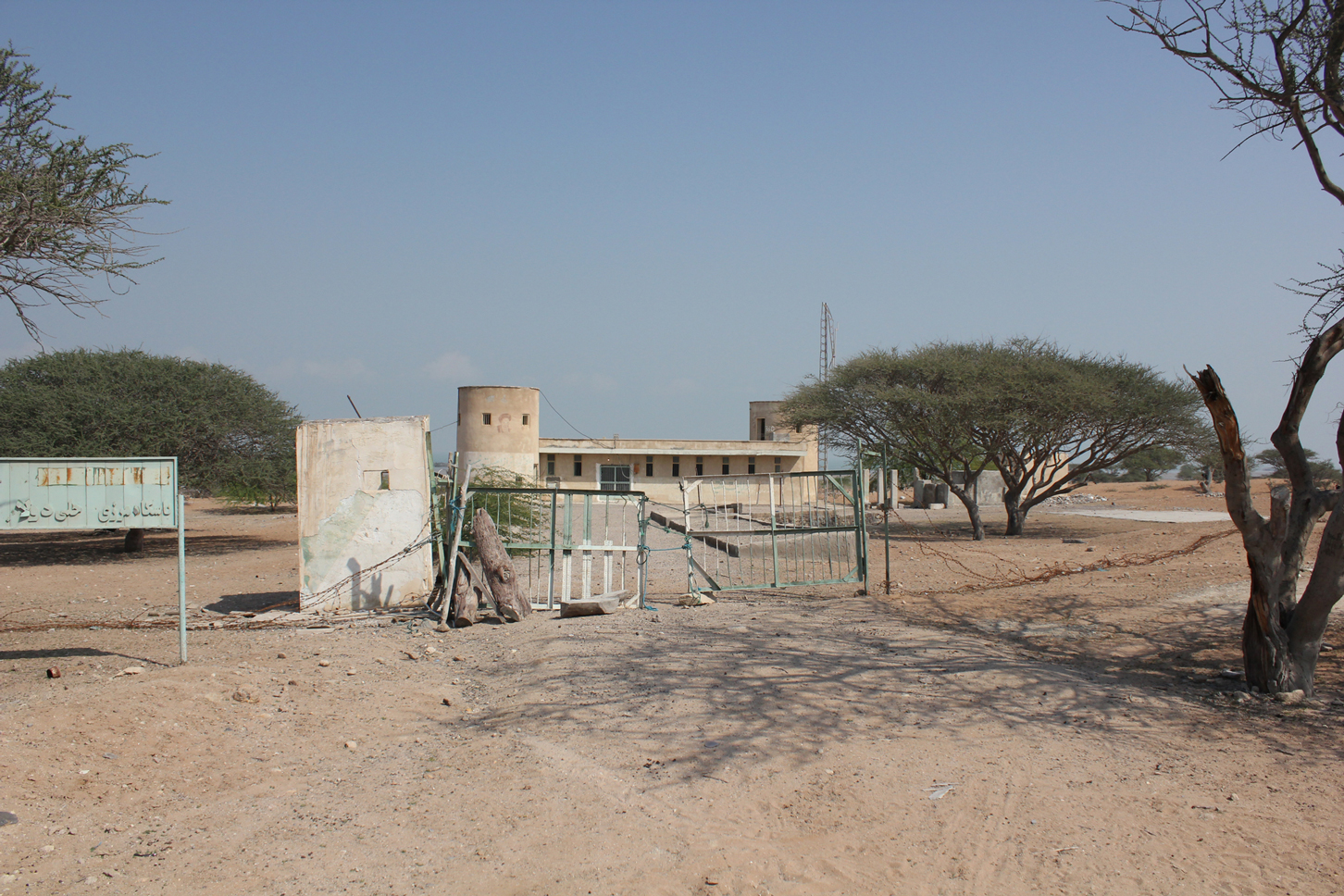
پاسگاه مرزی ساحلی
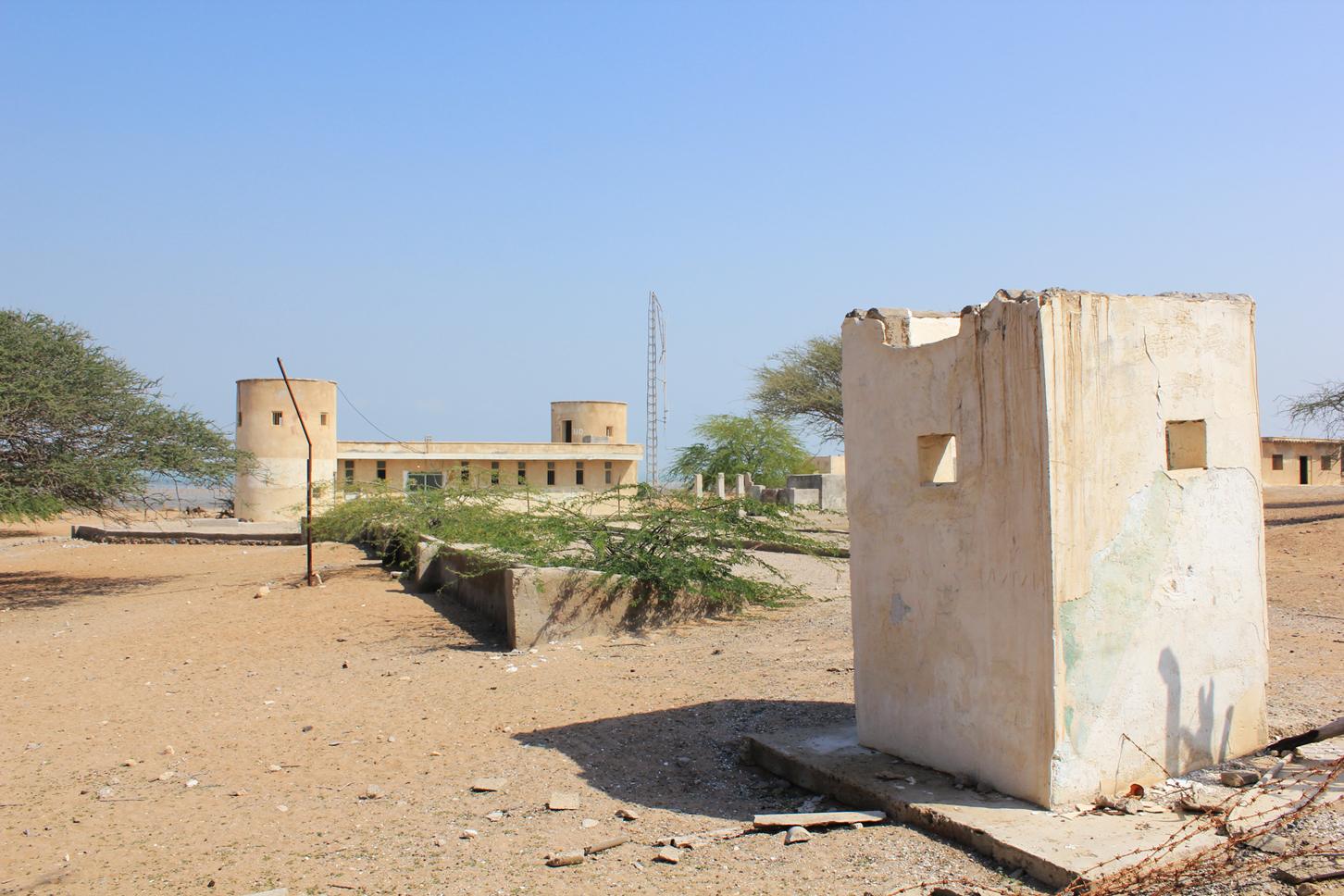
پاسگاه قدیمی دولاب